# Ventabren
Ventabren é uma comuna francesa na região administrativa da Provença-Alpes-Costa Azul, no departamento de Bocas do Ródano. Estende-se por uma área de 28,5 km². Em 2010 a comuna tinha 5 571 habitantes (densidade: 195,5 hab./km²).